# Santa Ana Tzacuala
Santa Ana Tzacuala es una localidad de México perteneciente al municipio de Acaxochitlán en el estado de Hidalgo.

## Toponimia
El nombre de este lugar se le dio en honor a Santa Ana la patrona de la localidad, y Tzacuala por un cerro de la localidad, dicho cerro se le dio el nombre de tzacualli que en lengua Nahuatl significa escampar, también puede indicar contener las aguas. También se ha denominado, Tzacual-la, de lengua mexicana; colectivo de tzacualli, montículo o adoratorio de los ídolos.

## Historia
Desde el Censo INEGI de 2010, la localidad de Barrio Verde se conurba a Santa Ana Tzacuala.

## Geografía
La localidad se encuentra localizada en las coordenadas geográficas 20°11′48.471″N 98°12′11.27″O / 20.19679750, -98.2031306, con una altitud de 2209 m s. n. m. Se encuentra a una distancia aproximada de 10.10 kilómetros al norte de la cabecera municipal, Acaxochitlán. Se encuentra en la región geográfica de la Sierra de Tenango.
En cuanto a fisiografía se encuentra dentro de la provincia del Eje Neovolcánico dentro de la subprovincia de Lagos y Volcanes de Anáhuac; su terreno es de sierra.  En lo que respecta a la hidrología se encuentra posicionado en la región Tuxpan-Nautla, dentro de la cuenca del río Cazones, en la subcuenca del río San Marcos. Cuenta con un clima templado húmedo con abundantes lluvias en verano.
Se encuentra cerca de la presa Santa Ana Tzacuala se encuentra cerca de la localidad, tiene de ocho a diez metros de hondo; y es utilizada principalmente para pesca, campismo y ecoturístico.

## Demografía
En 2020 registró una población de 4050 personas, lo que corresponde al 8.79 % de la población municipal. De los cuales 1800 son hombres y 2250 son mujeres. Tiene 840 viviendas particulares habitadas.
| Gráfica de evolución demográfica de Santa Ana Tzacuala entre 1900 y 2020                     |
|                                                                                              |
| Población de los censos y conteos del Instituto Nacional de Estadística y Geografía (INEGI). |